# University of San Francisco

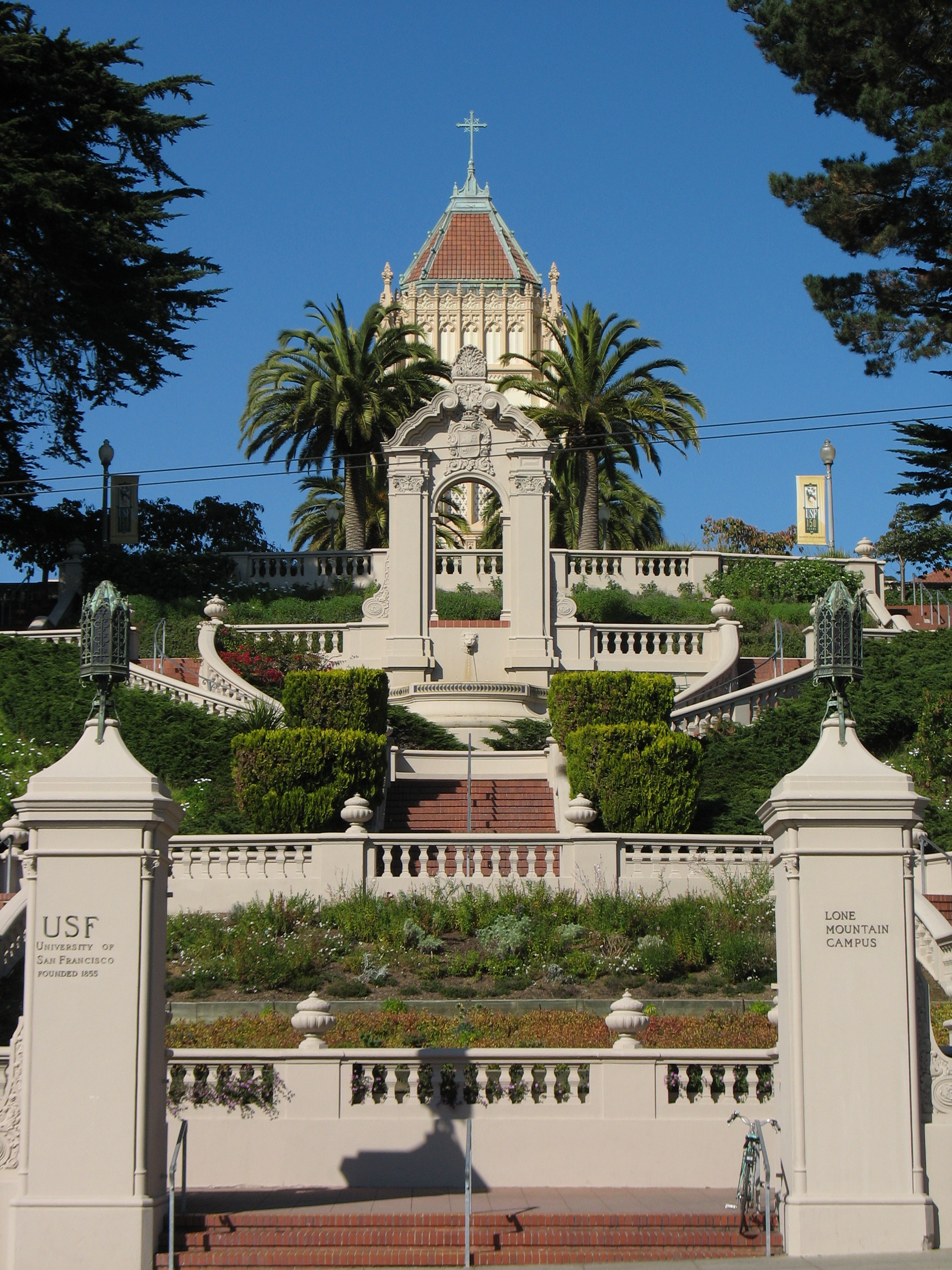
Bild zeigt den Eingang zum Lone Mountain Campus der University of San Francisco

Die University of San Francisco (USF) ist eine private von Jesuiten gegründete und noch heute betriebene Universität in San Francisco, Kalifornien. Sie ist nicht zu verwechseln mit der staatlichen University of California, San Francisco (UCSF). Sie ist Mitglied der Association of Jesuit Colleges and Universities.

## Geschichte
Gegründet wurde die USFCA von den Jesuiten Anthony Maraschi, Joseph Bixio und Michael Accolti als Saint Ignatius Academy.
- Am 15. Oktober 1855 wurde die Saint Ignatius Academy eröffnet.
- 1858 wurde die Saint Ignatius Academy unter Kalifornische Recht gestellt und in
- 1859 bekam sie den Namen Saint Ignatius College
- 1863 wurde der erste Bachelor of Arts verliehen.
- 1906 Zerstörung der Gebäude bei dem großen Erdbeben
- 1912 Gründung des Fachbereichs Recht (School of Law) (der erste Dekan Matthew I. Sullivan wurde später Vorsitzender Richter des Kalifornischen Gerichtshof (Chief Justice of the California Supreme Court))
- 1925 Umbenennung der Fachbereiche Kunst, Wissenschaft und Philosophie zum College of Arts und College of Sciences
- 1930 Umbenennung in University of San Francisco

## Studiengänge

### Studium bis zum Bachelor-Abschluss (graduate programs)
- Kunst,
- Wissenschaft,
- Wirtschaft,
- Krankenpflege

Abschluss mit dem Bachelor bzw. dem Magister.

### Aufbaustudiengänge
- School of Nursing,
- School of Law,
- School of Business and Management,
- the College of Professional Studies, and the
- School of Education

Diese Studiengänge werden mit dem Doktor der Erziehungswissenschaften abgeschlossen.

## Zahlen zu den Studierenden, den Dozenten und zum Vermögen
Im Herbst 2021 waren 10.034 Studierende an der USF eingeschrieben, 2020 waren es 10.068. 2020 strebten 5.852 (58,1 %) ihren ersten Studienabschluss an, sie waren also undergraduates. Von diesen waren 63 % weiblich und 37 % männlich; 26 % bezeichneten sich als asiatisch, 6 % als schwarz/afroamerikanisch, 21 % als Hispanic/Latino, 24 % als weiß und weitere 12 % kamen aus dem Ausland. 4.216 (41,9 %) arbeiteten auf einen weiteren Abschluss hin, sie waren graduates. 2021 lehrten 1.104 Dozenten (2020: 1.108) an der Universität, davon 448 (2020: 453) in Vollzeit und 655 in Teilzeit (656).
Der Wert des Stiftungsvermögens der Universität lag 2021 bei 582,7 Mio. US-Dollar und damit 35,5 % höher als im Jahr 2020, in dem es 430,1 Mio. US-Dollar betragen hatte.
2007 waren es 8.722 Studierende gewesen.

## Sport
Die Sportteams sind die Dons. Die Hochschule ist Mitglied in der West Coast Conference.

## Bekannte Absolventen
- Diana Hartog (* 1942) – Dichterin
- Haitham al-Ghais (* 1969) – designierter OPEC-Generalsekretär
- Russ Letlow (1913–1987) – Footballspieler
- Gino Marchetti (1927–2019) – Footballspieler
- Ollie Matson (1930–2011) – Footballspieler, Leichtathlet
- Paul Otellini (1950–2017) – CEO von Intel
- Joe Rosenthal (1911–2006) – Fotograf
- Pete Rozelle (1926–1996) – Sportfunktionär im Football
- Bill Russell (1934–2022) – Basketballspieler
- Pierre Salinger (1925–2004) – Journalist, Pressesprecher unter Kennedy und Johnson
- Dick Stanfel (1927–2015) – Footballspieler
- Bob St. Clair (1931–2015) – Footballspieler
- Alejandro Toledo (BA) (* 1946) – ehemaliger Präsident von Peru